# أرينجة مطوية
أرينجة مطوية (الاسم العلمي:Arenga plicata) هي نوع من النباتات تتبع جنس الأرينجة من الفصيلة الفوفلية.